# A Girl's Guide to 21st Century Sex
A Girl's Guide to 21st Century Sex foi uma série de TV sobre sexo, idealizado e produzido como um documentário pela emissora de televisão britânica Channel 5. Com uma duração de quarenta e cinco minutos por episódio (incluindo os comerciais) foi transmitido nas noites de Segunda-feira e apresentado por Catherine Hood. A série teve inicio em 30 de outubro de 2006 e o programa terminou em 18 de dezembro de 2006.
Os primeiros episódios da série eram tremendamente explícitos, mostrando pênis eretos e closes/zoom de uma vagina, mostrando com riqueza de detalhes vários atos sexuais, incluindo penetração e ejaculação feminina (ambos filmados com uma câmera por fora e por dentro da vagina). Nos episódios subsequentes, muitas das filmagens foram severamente censuradas e tiveram as partes explícitas borradas; entretanto, o programa continua sendo o mais explícito seriado que já foi transmitido por um grande canal de TV Inglês.
Cada episódio explica uma posição sexual e apresenta uma doença sexualmente transmissível. Os seguinte tópicos são abordado: sexo entre pessoas deficientes, equipamentos para aumento de pênis, cirurgia para aumento de pênis, sexo anal, sexo tântrico, ponto G, disfunção erétil, cirurgia de mudança de sexo, cirurgia cosmética da vagina (labioplastia/redução dos lábios da vagina), swinging (troca de casais), sexo em banheiros públicos, masoquistas que gostam de cobrir o corpo com plástico e bonecas infláveis.